# Maksim Mamine (hockey sur glace, 1995)
Pour les articles homonymes, voir Maksim Mamine.
Maksim Vladimirovitch Mamine - en russe : Максим Владимирович Мамин et en anglais : Maxim Mamin - (né le 13 janvier 1995 à Moscou en Russie) est un joueur professionnel russe de hockey sur glace. Il évolue au poste d'attaquant.

## Biographie

### Carrière en club
Formé au HK CSKA Moscou, il débute en junior avec la Krasnaïa Armia dans la MHL lors de la saison 2011-2012. Il commence sa carrière en senior avec le CSKA Moscou dans la KHL en 2014-2015. Lors du repêchage d'entrée dans la LNH 2016, il est choisi au sixième tour, à la cent-soixante-quinzième position au total par les Panthers de la Floride. En 2017, il part en Amérique du Nord et est assigné aux Thunderbirds de Springfield dans la Ligue américaine de hockey. Le 7 janvier 2018, il joue son premier match dans la Ligue nationale de hockey avec les Panthers chez les Blue Jackets de Columbus. Il marque son premier but le 22 février 2018 face aux Capitals de Washington. Durant la saison 2018-2019, il ne parvient pas à s'imposer comme titulaire et retourne au CSKA Moscou. Mamine marque le but décisif lorsque l'équipe remporte la Coupe Gagarine 2019. Il remporte de nouveau la Coupe Gagarine en 2023 avec le HK CSKA Moscou.

### Carrière internationale
Il représente la Russie au niveau international. Il prend part aux sélections jeunes.

## Trophées et honneurs personnels

### Ligue continentale de hockey
- 2014-2015 : remporte le trophée Alekseï Tcherepanov de la meilleure recrue.
- 2x vainqueur de la Coupe Gagarine avec le CSKA Moscou en 2019 et 2023.

## Statistiques

### En club
| Saison    | Équipe                      | Ligue |    | Saison régulière | Saison régulière | Saison régulière | Saison régulière | Saison régulière |   | Séries éliminatoires | Séries éliminatoires | Séries éliminatoires | Séries éliminatoires | Séries éliminatoires |
| Saison    | Équipe                      | Ligue | PJ | B                | A                | Pts              | Pun              | PJ               | B | A                    | Pts                  | Pun                  |                      |                      |
| 2011-2012 | Krasnaïa Armia              | MHL   | 38 | 1                | 4                | 5                | 12               | 5                | 1 | 0                    | 1                    | 4                    |                      |                      |
| 2012-2013 | Krasnaïa Armia              | MHL   | 61 | 14               | 15               | 29               | 45               | -                | - | -                    | -                    | -                    |                      |                      |
| 2013-2014 | Krasnaïa Armia              | MHL   | 49 | 11               | 24               | 35               | 14               | 20               | 5 | 16                   | 21                   | 0                    |                      |                      |
| 2014-2015 | Krasnaïa Armia              | MHL   | 4  | 1                | 4                | 5                | 2                | 4                | 3 | 4                    | 7                    | 8                    |                      |                      |
| 2014-2015 | HK CSKA Moscou              | KHL   | 39 | 5                | 5                | 10               | 10               | 14               | 0 | 0                    | 0                    | 27                   |                      |                      |
| 2015-2016 | HK CSKA Moscou              | KHL   | 48 | 4                | 3                | 7                | 57               | 19               | 1 | 1                    | 2                    | 14                   |                      |                      |
| 2015-2016 | Zvezda Tchekhov             | VHL   | 5  | 0                | 1                | 1                | 2                | -                | - | -                    | -                    | -                    |                      |                      |
| 2016-2017 | HK CSKA Moscou              | KHL   | 42 | 12               | 13               | 25               | 15               | 9                | 2 | 1                    | 3                    | 2                    |                      |                      |
| 2016-2017 | Zvezda Tchekhov             | VHL   | 4  | 2                | 3                | 5                | 0                | -                | - | -                    | -                    | -                    |                      |                      |
| 2017-2018 | Thunderbirds de Springfield | LAH   | 32 | 9                | 16               | 25               | 25               | -                | - | -                    | -                    | -                    |                      |                      |
| 2017-2018 | Panthers de la Floride      | LNH   | 26 | 3                | 1                | 4                | 7                | -                | - | -                    | -                    | -                    |                      |                      |
| 2018-2019 | Panthers de la Floride      | LNH   | 7  | 0                | 0                | 0                | 5                | -                | - | -                    | -                    | -                    |                      |                      |
| 2018-2019 | HK CSKA Moscou              | KHL   | 25 | 1                | 2                | 3                | 33               | 10               | 2 | 3                    | 5                    | 4                    |                      |                      |
| 2018-2019 | Zvezda Moscou               | VHL   | -  | -                | -                | -                | -                | 2                | 1 | 1                    | 2                    | 0                    |                      |                      |
| 2019-2020 | HK CSKA Moscou              | KHL   | 51 | 10               | 18               | 28               | 31               | 4                | 1 | 2                    | 3                    | 2                    |                      |                      |
| 2020-2021 | HK CSKA Moscou              | KHL   | 55 | 15               | 20               | 35               | 27               | 22               | 6 | 6                    | 12                   | 2                    |                      |                      |
| 2021-2022 | Panthers de la Floride      | LNH   | 40 | 7                | 7                | 14               | 13               | 4                | 0 | 0                    | 0                    | 0                    |                      |                      |
| 2021-2022 | Checkers de Charlotte       | LAH   | 7  | 2                | 3                | 5                | 2                | -                | - | -                    | -                    | -                    |                      |                      |
| 2022-2023 | HK CSKA Moscou              | KHL   | 48 | 13               | 20               | 33               | 8                | 24               | 7 | 9                    | 16                   | 0                    |                      |                      |
| 2023-2024 | HK CSKA Moscou              | KHL   | 65 | 19               | 18               | 37               | 18               | 5                | 0 | 0                    | 0                    | 5                    |                      |                      |
| 2024-2025 | HK CSKA Moscou              | KHL   | 61 | 13               | 13               | 26               | 13               | 6                | 0 | 0                    | 0                    | 6                    |                      |                      |

### En équipe nationale
| Année | Compétition                 |   | PJ | B | A | Pts | Pun | +/-               |  | Résultat |
| 2015  | Championnat du monde junior | 7 | 2  | 3 | 5 | 14  | +3  | Médaille d'argent |  |          |
| 2018  | Championnat du monde        | 6 | 3  | 0 | 3 | 2   | +2  | Sixième place     |  |          |